# Associazione Sportiva Avellino 1912 2010-2011
Questa voce raccoglie le informazioni riguardanti l'Associazione Sportiva Avellino 1912 nelle competizioni ufficiali della stagione 2010-2011.

## Stagione
Nella stagione 2010-2011 l'Avellino ritorna tra i professionisti dopo una sola stagione in Serie D, grazie al ripescaggio, dopo aver perso la finale Play-off. Disputa il girone C del campionato di Lega Pro di Seconda Divisione, vi raccoglie 53 punti con il quarto posto finale. Sale direttamente il Latina con 67 punti. Nei Play-off gli irpini superano nella doppia semifinale il Milazzo, ma perdono la doppia finale con il Trapani dopo i tempi supplementari. La stagione dell'Avellino inizia con il tecnico Salvatore Marra in panchina, sostituito a metà febbraio da Salvatore Vullo, che lo guida fino al termine della stagione. Nella Coppa Italia di Lega Pro i biancoverdi disputano il girone M di qualificazione che ha promosso ai turni ad eliminazione diretta l'Aversa Normanna ed il Neapolis Mugnano. Ai primi di agosto il Consiglio di Lega, accetta la domanda di ripescaggio dell'Avellino in Prima Divisione.

## Rosa
| N. |                      | Ruolo | Calciatore            |
| -- | -------------------- | ----- | --------------------- |
|    | Italia (bandiera)    | P     | Vincenzo Cascella     |
|    | Italia (bandiera)    | P     | Vincenzo Marruocco    |
|    | Italia (bandiera)    | D     | Dario Balzano         |
|    | Italia (bandiera)    | D     | Francesco Bruno       |
|    | Italia (bandiera)    | D     | Giorgio Cascella      |
|    | Italia (bandiera)    | D     | Patrizio Caso         |
|    | Italia (bandiera)    | D     | Stefano De Angelis () |
|    | Italia (bandiera)    | D     | Antonio Meola         |
|    | Italia (bandiera)    | D     | Alfredo Moscarino     |
|    | Italia (bandiera)    | D     | Alberto Nocerino      |
|    | Italia (bandiera)    | D     | Simone Paolo Puleo    |
|    | Italia (bandiera)    | D     | Giuseppe Rinaldi      |
|    | Argentina (bandiera) | C     | Diego Acoglanis       |
|    | Argentina (bandiera) | C     | Federico Comini       |
|    | Italia (bandiera)    | C     | Angelo D'Angelo       |
|    | Francia (bandiera)   | C     | Dahane El Harchi      |

| N. |                      | Ruolo | Calciatore               |
| -- | -------------------- | ----- | ------------------------ |
|    | Italia (bandiera)    | C     | Fabio Fanelli            |
|    | Italia (bandiera)    | C     | Vincenzo Licciardi       |
|    | Italia (bandiera)    | C     | Vincenzo Maisto          |
|    | Italia (bandiera)    | C     | Agostino Marchitelli     |
|    | Italia (bandiera)    | C     | Francesco Millesi        |
|    | Italia (bandiera)    | C     | Maurizio Peluso          |
|    | Italia (bandiera)    | C     | Ferdinando Rega          |
|    | Italia (bandiera)    | C     | Renato Ricci             |
|    | Italia (bandiera)    | C     | Filippo Viscido          |
|    | Italia (bandiera)    | A     | Gianluca De Angelis      |
|    | Italia (bandiera)    | A     | Raffaele Maiorano        |
|    | Italia (bandiera)    | A     | Ignazio Panatteri        |
|    | Italia (bandiera)    | A     | Gabriele Scandurra       |
|    | Italia (bandiera)    | A     | Umberto Varriale         |
|    | Italia (bandiera)    | A     | Marco Vianello           |
|    | Argentina (bandiera) | A     | Jesus Sebastian Vicentin |

## Risultati

### Campionato

#### Girone di andata
| Avellino 29 agosto 2010 1ª giornata | Avellino                  | 0 – 0 | Milazzo | Stadio Partenio\| Arbitro: \| Albertini (Ascoli Piceno) \| |
| Arbitro:                            | Albertini (Ascoli Piceno) |       |         |                                                            |

| Arbitro: | De Faveri (San Donà di Piave) |

|               |           |  |
| Ceccarelli 9’ | Marcatori |  |

| Arbitro: | Di Ciommo (Venosa) |

|                             |           |  |
| Scandurra 41’ Panatteri 49’ | Marcatori |  |

| Arbitro: | Oliveri (Palermo) |

|                                 |           |             |
| Tortolano 15’ Polani 44’ (rig.) | Marcatori | 80’ Fanelli |

| Arbitro: | Greco (Lecce) |

|                                          |           |  |
| Licciardi 7’ Scandurra 43’ Panatteri 51’ | Marcatori |  |

| Arbitro: | Aureliano (Bologna) |

|                 |           |              |
| N. Schiavon 69’ | Marcatori | 84’ Vicentin |

| Arbitro: | Caso (Verona) |

|          |           |  |
| Rega 42’ | Marcatori |  |

| Arbitro: | Vallesi (Ascoli Piceno) |

|                             |           |  |
| Guazzo 35’ Chiaria 50’, 84’ | Marcatori |  |

| Arbitro: | D'Angelo (Ascoli Piceno) |

|                         |           |             |
| Vicentin 63’ Comini 70’ | Marcatori | 19’ Morello |

| Arbitro: | Fiore (Barletta) |

|              |           |              |
| Giannone 75’ | Marcatori | 41’ Vicentin |

| Arbitro: | Petroni (Roma) |

|                                                          |           |  |
| Panetteri 11’ Comini 22’ Vicentin 46’ (rig.), 49’ (rig.) | Marcatori |  |

| Arbitro: | Minelli (Varese) |

|                                 |           |               |
| R. Ricci 18’, 47’ Millesi 90+4’ | Marcatori | 5’ Mangiapane |

| Trapani 5 dicembre 2010 13ª giornata | Trapani         | 0 – 0 | Avellino | Stadio Polisportivo Provinciale\| Arbitro: \| Ros (Pordenone) \| |
| Arbitro:                             | Ros (Pordenone) |       |          |                                                                  |

| Arbitro: | Rocca (Vibo Valentia) |

|              |           |                                   |
| D'Angelo 61’ | Marcatori | 46’ V. Varriale 86’ (rig.) Grieco |

| Arbitro: | Soricaro (Barletta) |

|                 |           |            |
| A. Visconti 23’ | Marcatori | 4’ Millesi |

#### Girone di ritorno
| Arbitro: | Marini (Roma) |

|                     |           |  |
| F. Lasagna 16’, 17’ | Marcatori |  |

| Arbitro: | Lo Castro (Catania) |

|                                         |           |               |
| G. De Angelis 62’ Vicentin 90+2’ (rig.) | Marcatori | 20’ Matarazzo |

| Arbitro: | Benassi (Bologna) |

|  |           |                            |
|  | Marcatori | 20’, 90+5’ (rig.) Vicentin |

| Arbitro: | Pairetto (Nichelino) |

|  |           |              |
|  | Marcatori | 62’ Giannusa |

| Arbitro: | D'Iasio (Matera) |

|  |           |                                          |
|  | Marcatori | 47’ G. De Angelis 49’ Comini 77’ Millesi |

| Arbitro: | Lanza (Torino) |

|            |           |                      |
| Comini 46’ | Marcatori | 81’ (rig.) Merlonghi |

| Arbitro: | Manganiello (Pinerolo) |

|                |           |                                              |
| Costantini 18’ | Marcatori | 8’ Scandurra 15’ G. De Angelis 43’ Acoglanis |

| Arbitro: | Intagliata (Siracusa) |

|                                 |           |                       |
| G. De Angelis 41’ Millesi 45+1’ | Marcatori | 51’ (rig.) Pellecchia |

| Arbitro: | Fogliano (Perugia) |

|             |           |  |
| Gaglione 5’ | Marcatori |  |

| Arbitro: | Monaco (Tivoli) |

|                                                                         |           |  |
| Millesi 7’ G. De Angelis 18’, 37’ Scandurra 64’ Vicentin 77’ Comini 86’ | Marcatori |  |

| Arbitro: | Bruno (Torino) |

|              |           |                   |
| L. Gatto 77’ | Marcatori | 19’ G. De Angelis |

| Arbitro: | Caso (Verona) |

|                |           |                                |
| F. De Luca 35’ | Marcatori | 10’ D'Angelo 17’ G. De Angelis |

| Arbitro: | Di Bello (Brindisi) |

|                                                         |           |  |
| Vicentin 36’ (rig.) D'Angelo 44’ Comini 51’ Millesi 84’ | Marcatori |  |

| Arbitro: | Saia (Palermo) |

|                       |           |                             |
| De Gol 38’ Grieco 52’ | Marcatori | 62’ Arini 84’ G. De Angelis |

| Arbitro: | Brasi (Seregno) |

|                                            |           |                |
| G. De Angelis 17’ Millesi 31’ Vicentin 40’ | Marcatori | 15’ Balistreri |

### Play-off
| Arbitro: | Abbattista (Molfetta) |

|                                 |           |  |
| G. De Angelis 33’ Scandurra 79’ | Marcatori |  |

| Arbitro: | Irrati (Pistoia) |

|  |           |                   |
|  | Marcatori | 75’ G. De Angelis |

| Arbitro: | Bolano (Livorno) |

|                           |           |                    |
| Millesi 40’ Acoglanis 68’ | Marcatori | 59’ (rig.) Filippi |

| Arbitro: | Mariani (Aprilia) |

|                                                |           |                    |
| Barraco 8’ (rig.) Mastrolilli 41’ Perrone 103’ | Marcatori | 83’ (ri.) Vicentin |

### Coppa Italia Lega Pro

#### Girone M
| Torre del Greco 15 agosto 2010 1ª giornata | Neapolis            | 0 – 0 | Avellino | Stadio Amerigo Liguori\| Arbitro: \| Soricaro (Barletta) \| |
| Arbitro:                                   | Soricaro (Barletta) |       |          |                                                             |

| Arbitro: | Mariani (Aprilia) |

|                        |           |  |
| Scandurra 61’ Rega 84’ | Marcatori |  |

| Arbitro: | Intagliata (Siracusa) |

|               |           |              |
| Lattanzio 89’ | Marcatori | 86’ Esposito |

| Arbitro: | Dei Giudici (Latina) |

|          |           |            |
| Rega 81’ | Marcatori | 4’ Sciarra |

| 8 settembre 2010 5ª giornata |  | – Turno di riposo Avellino |  |  |